# Chlorid neodymitý
Chlorid neodymitý je anorganická sloučenina s chemickým vzorcem NdCl3.

## Příprava

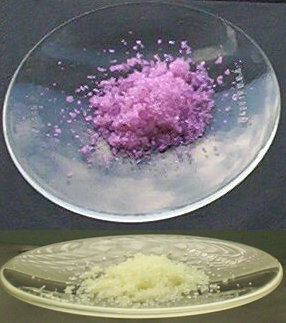
Chlorid neodymitý na slunečním světle (nahoře) a světle zářivky (dole)

Chlorid neodymitý je možné připravit reakcí oxidu neodymitého s chlorovodíkem nebo chloridem amonným:
Nd2O3 + 6 NH4Cl → 2 NdCl3 + 3 H2O + 6 NH3
Výsledný chlorid neodymitý je vodou hydratován na hexahydrát.
Je také možné jej také připravit přímo z prvků:
2 Nd + 3 Cl2 → 2 NdCl3

## Vlastnosti
Chlorid neodymitý je růžový až světle fialový hygroskopický prášek, který rychle absorbuje vlhkost ze vzduchu za vzniku hexahydrátu. Krystalizuje v hexagonální soustavě s prostorovou grupou P63/m (číslo 176). Hexahydrát krystalizuje v jednoklonné soustavě s prostorovou grupou P63/m (číslo 176). Při teplotě 160 °C uvolňuje hexahydrát krystalovou vodu za vzniku bezvodé sloučeniny.

## Využití
Chlorid neodymitý se využívá pro výrobu dalších sloučenin neodymu. Využívá se také jako katalyzátor v organických syntézách. Také je to přísada v barevných sklech, kdy chlorid neodymitý vytváří jemné odstíny od fialové přes vínově červenou po šedou. Je to také nejběžnější výchozí sloučenina pro přípravu kovového neodymu.